# Защитница (телесериал, 2011)
«Защитница» (англ. The Protector) — американский детективный телесериал с Элли Уокер в главной роли, премьера которого состоялась 12 июня 2011 года на телеканале Lifetime.

## Сюжет
Сериал рассказывает о Глории Шеппард, матери-одиночке и детективе, которая пытается сбалансировать свою личную и профессиональную жизнь.

## В ролях
| Актёр             | Роль                     |
| ----------------- | ------------------------ |
| Элли Уокер        | Глория Шеппард           |
| Тиша Кэмпбелл     | Мишель Дюлсетт           |
| Мигель Феррер     | лейтенант Феликс Вальдес |
| Крис Пейн Гилберт | Дэйв Шеппард             |
| Террелл Тилфорд   | Рамон «Ромео» Раш        |
| Сейдж Райан       | Ник Шеппард              |
| Томас Робинсон    | Лев Шеппард              |

## Разработка и производство
Канал CBS первоначально занялся проектом в 2008 году. В пилотной серии главную роль исполнила Джина Дэвис, однако канал не стал заказывать сериал. В июле 2009 года Lifetime объявили о том, что они переснимают пилотную серию. В июне 2010 года канал заказывает съемки пилотной серии, но уже вместо Джины Дэвис главную роль играет Элли Уокер. 7 февраля 2011 года канал объявил о заказе первого сезона сериала, состоящего из 13 эпизодов.